# Йоркштрассе (станция метро)
«Йоркштрассе» (нем. Yorckstraße) — станция Берлинского метрополитена. Расположена на линии U7 между станциями «Мёкернбрюке» (нем. Möckernbrücke) и «Клайстпарк» (нем. Kleistpark). Станция находится в районе Берлинa Темпельхоф-Шёнеберг, вблизи расположена одноимённая станция внутригородской электрички.

## История
Станция открыта 29 января 1971 года в составе участка «Мёкернбрюке» — «Фербеллинер Плац».

## Архитектура и оформление
Трёхпролётная колонная станция мелкого заложения. Архитектор — Райнер Г. Рюммлер. Имеет два выхода по обоим концам платформы, с южной стороны расположен наземный вестибюль. Путевые стены отделаны оранжево-красными прямоугольными кафельными плитками. Примерно на высоте человеческого роста по всей путевой стене проходит полоса белого кафеля шириной около 20 сантиметров. Два ряда колонн на платформе отделаны белой кафельной плиткой аналогичной формой. Поскольку станция метро частично находится под путевой насыпью внутригородской электрички, колонны на станции толще, чем на других станциях, построенных в то же время.